# Physoconops borneensis
Physoconops borneensis är en tvåvingeart som beskrevs av Krober 1940. Physoconops borneensis ingår i släktet Physoconops och familjen stekelflugor. Inga underarter finns listade i Catalogue of Life.